# Bertukan Welde
Bertukan Welde Sura (* 10. Mai 2004) ist eine äthiopische Leichtathletin, die sich auf den Langstreckenlauf spezialisiert hat. 

## Sportliche Laufbahn
Erste internationale Erfahrungen sammelte Bertukan Welde im Jahr 2022, als sie bei den U20-Weltmeisterschaften in Cali in 9:18,20 min den vierten Platz im 3000-Meter-Lauf belegte. Im Jahr darauf siegte sie in 1:07:44 h beim Halbmarathon in Herzogenaurach sowie in 32:19 min beim 10-km-Straßenlaufrennen in Cali. 2024 siegte sie beim Riad-Halbmarathon und belegte Ende März bei den Crosslauf-Weltmeisterschaften in Belgrad nach 32:14 min den achten Platz im Einzelrennen und gewann in der Teamwertung die Silbermedaille hinter dem kenianischen Team.

## Persönliche Bestzeiten
- 3000 Meter: 8:59,10 min, 13. Mai 2022 in Doha
- 10-km-Straßenlauf: 32:00 min, 26. Februar 2023 in Castelló de la Plana
- Halbmarathon: 1:07:44 h, 29. April 2023 in Herzogenaurach